# Байтерек (район Магжана Жумабаева)
Байтерек (каз. Бәйтерек, до 2008 г. — Фурмановка) — аул в районе Магжана Жумабаева Северо-Казахстанской области Казахстана. Административный центр Фурмановского сельского округа. Код КАТО — 593683100.

## Население
В 1999 году население села составляло 955 человек (451 мужчина и 504 женщины). По данным переписи 2009 года, в селе проживало 781 человек (374 мужчины и 407 женщин).